# Dornach (Aschheim)
Dornach ist ein Gemeindeteil von Aschheim im oberbayerischen Landkreis München.
Das Kirchdorf liegt circa zwei Kilometer südwestlich von Aschheim.
Am 1. Mai 1978 wurde die Gemeinde Dornach im Zuge der Gemeindegebietsreform mit der Nachbargemeinde Aschheim vereinigt.

## Geschichte
Der heute zur Gemeinde Aschheim gehörende Ort Dornach wurde zwischen 856 und 859 als „Dornah“ erstmals schriftlich im Rahmen eines Tauschgeschäftes erwähnt. „Dornah“ setzt sich zusammen aus dorn (Dornen, Hecken) und der Endung -ach, die eine größere Anzahl, eine Menge bedeutet. Dornach ist daher ein Ort der vielen Dornenbüsche oder Dornenhecken.
Ebenso wie in Aschheim reicht die Dornacher Besiedlungsgeschichte deutlich weiter zurück. Ein Grab vom Ende der Jungsteinzeit aus der so genannten Schnurkeramischen Kultur (etwa 2800–2300 v. Chr.), das 2014 am heutigen Kernweg gefunden wurde, belegt den Beginn menschlicher Niederlassung in Dornach in dieser Zeit. Siedlungsspuren der frühen und späten Bronzezeit sowie Urnengräber der Spätbronzezeit wurde bei der Erschließung des Neubaugebiets und des Kindergartens im Südosten des heutigen Ortes gefunden. Eine ausgedehnte Siedlung der Eisenzeit, wohl bereits in der Hallstattzeit (600–450 v. Chr.) einsetzend und bis in die Endlatènezeit (80 v. Chr. – um 0) reichend, befindet sich im Süden Dornachs sowie im Bereich südlich des heutigen Gemeindefriedhofs. Im Vorfeld der Erschließung des Gewerbegebiets fanden Archäologen in einer Brunnenverfüllung eine bronzene Statuette der Göttin Athene/Minerva (ca. 100/50 v. Chr.), ein Importstück aus dem Mittelmeerraum. Ein relativ großes Gräberfeld mit 25 Bestattungen aus der Latènezeit wurde zwischen 2000 und 2001 im Bereich des Dornacher Brunnenwegs freigelegt.
Während der Nachweis römischer Besiedlung noch fehlt, konnten 2014 am Kernweg erstmals sicher frühmittelalterliche Funde eine Erschließung des Ortes bereits mindestens 100 Jahre vor der ersten schriftlichen Erwähnung sichern. Während des Mittelalters und der frühen Neuzeit entstanden in Dornach wenige, großbäuerlich strukturierte Höfe.
Die Neustrukturierung des bayerischen Staates im 19. Jahrhundert führte unter anderem dazu, dass Dornach seit 1818 eine politische Gemeinde wurde. Auf dem Gebiet des bisher zu Dornach gehörenden Gemeindeteils Riem plante die Reichsregierung in den 1930er Jahren den Bau eines Flughafens, weshalb der Gemeindeteil samt großer Flur am 1. Januar 1937 (beziehungsweise in einem zweiten Schritt am 1. Oktober 1942) in die Stadt München eingemeindet wurde. Der Flughafen München-Riem wurde 1939 eröffnet und war bis 1992 in Betrieb.
Bestrebungen, die Eigenständigkeit des Ortes zu stärken, zeigten sich in den 1970er Jahren durch das 1972 beantragte Gemeindewappen und das 1975 errichtete Bürgerhaus. Dennoch verlor sie Dornach im Rahmen der Gemeindegebietsreform von 1978. Der Ort wurde nach Aschheim eingemeindet. Die ehemalige Dornacher Gemeindekanzlei wurde 1996 zu einem Jugendtreff umgebaut.

### Kirchengeschichte
Die schriftliche Überlieferung bezeugt für Dornach im 10. Jahrhundert eine zehntberechtige – also Abgaben beziehende – Kirche, die jedoch, anders als in Aschheim, anscheinend nie das Zentrum einer eigenständigen Pfarrei bildete. Spätestens seit 1315 war Dornach eine Filiale der Pfarrei Ottendichl. Nach der Säkularisation wurde Dornach auf Betreiben seiner Einwohner 1838 nach Aschheim umgepfarrt und ist seit diesem Zeitpunkt Filialkirche von St. Peter und Paul. Die Dornacher Kirche ist der Heiligen Margareta geweiht. Sie dürfte im Kern noch auf einen romanischen Bau zurückgehen; Turm, Chor und Sakristei sind jüngere Umbauten. Während der Turm noch spätgotisch datiert wird, sind Chor und Sakristei Werke des 16. Jahrhunderts. Um- und Ausbauten des Langhauses erfolgten im Rahmen von Barockisierungsmaßnahmen im 18. Jahrhundert.

Ehemalige Kraftwerkhalle der Isar-Amperwerke

## Baudenkmäler
Siehe auch: Liste der Baudenkmäler in Dornach
- Katholische Filialkirche Sankt Margareth, erbaut Anfang des 16. Jahrhunderts

## Bodendenkmäler
Siehe: Liste der Bodendenkmäler in Aschheim